# Cuautlamanca
Cuautlamanca är en ort i Mexiko.   Den ligger i kommunen Atlahuilco och delstaten Veracruz, i den sydöstra delen av landet, 230 km öster om huvudstaden Mexico City. Cuautlamanca ligger 1 812 meter över havet och antalet invånare är 315.
Terrängen runt Cuautlamanca är kuperad västerut, men österut är den bergig. Runt Cuautlamanca är det ganska tätbefolkat, med 93 invånare per kvadratkilometer. Närmaste större samhälle är Orizaba, 18,1 km norr om Cuautlamanca. I omgivningarna runt Cuautlamanca växer i huvudsak blandskog.